# 크리차우

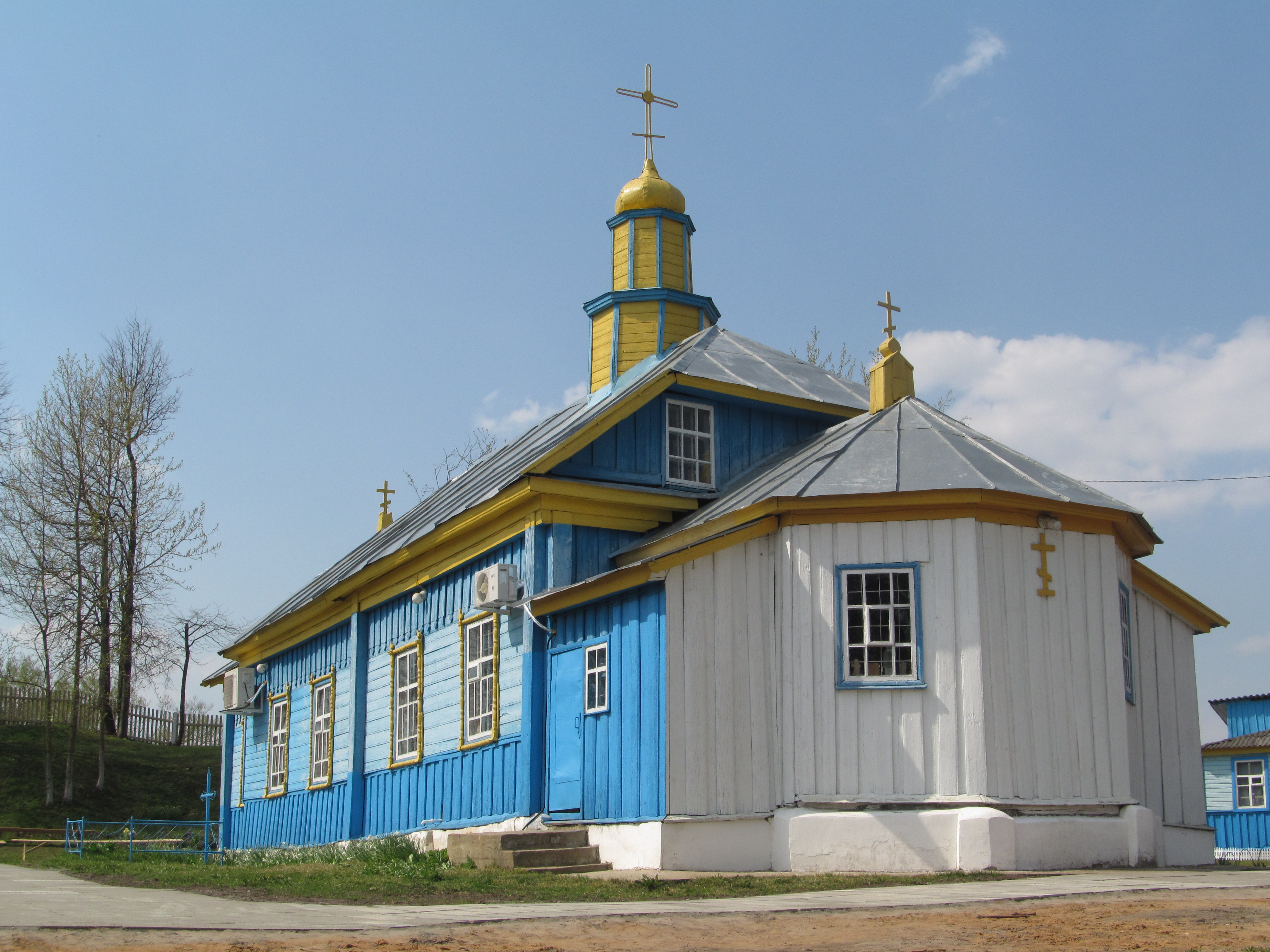

크리차우(벨라루스어: Крычаў, 러시아어: Кричев 크리체프[*], 폴란드어: Krzyczew)는 벨라루스 마힐료우주에 있는 도시로, 크리차우군의 행정 중심지이다. 소지강 위에 위치한다. 2024년 기준 인구는 23,264명이다. 소련 시대에 소련 공군의 크리체프 공군기지가 있었으나 소련 붕괴 이후 1993년 해체되었다.